# Европа (дочь Филиппа II)
Европа (др.-греч. Εύρώπη; 336 год до н. э.) — дочь македонского царя Филиппа II и Клеопатры.

## Биография
Европа родилась в семье македонского царя Филиппа II и Клеопатры в середине лета 336 года до н. э. В античных источниках приведены две противоречивые версии о ребёнке Филиппа II и Клеопатры. Афиней со ссылкой на Сатира Перипатетика писал, что эта была дочь, которую назвали Европой. Другие античные историки, а именно Диодор Сицилийский и Павсаний, писали о сыне Клеопатры. Юстин в одном из фрагментов упоминал Карана, рождённого от мачехи Александра. П. Грин отождествил упомянутых у Диодора, Юстина и Павсания сыновей Филиппа II, предположив, что мальчика назвали в честь мифологического основателя династии Аргеадов Карана. Исходя из того, что Клеопатра вышла замуж за Филиппа II в 337 году до н. э., у женщины могли быть одни роды. Канадский историк В. Хеккель отдавал предпочтение сведениям из Афинея, согласно которому у Клеопатры родилась дочь. Одновременно он считал, что Каран был вымышленным персонажем. Того же мнения придерживался У. Тарн. К. А. Киляшова отмечала, что согласно данным источников у историков нет оснований однозначно отрицать существование Карана. У Клеопатры могли родиться как дочь, так и сын, и даже близнецы разного пола.
Филипп II имел практику давать имена своим детям и даже жёнам с учётом своих побед и территориальных претензий. Имя «Европа» свидетельствует о наличии амбициозных экспансионистских планов у македонского царя.
Через несколько дней после рождения Европы и/или Карана Филипп II был убит. Новым царём стал Александр Македонский. При его воцарении были казнены ряд лиц, которые могли угрожать молодому царю, среди которых были Клеопатра с новорожденным ребёнком. Античные историки приводят различные детали смерти молодой вдовы Филиппа II. Юстин писал, что мать Александра Олимпиада заставила «Клеопатру, из-за которой Филипп развелся с ней, повеситься, сперва умертвив в объятиях матери её дочь. Зрелищем повесившейся [соперницы] она утолила свою месть». Павсаний писал о том, что Клеопатру с ребёнком по приказу Олимпиады сварили в медном котле.